# Hjørring
Pour la commune à laquelle la ville donne son nom, voir Hjørring (commune).
Hjørring est une ville danoise, chef-lieu de la commune homonyme dans la région du Jutland du Nord.

## Jumelages
La commune de Hjørring est jumelée avec :
- Trollhättan (Suède) ;
- Kristiansand (Norvège) ;
- Kerava (Finlande) ;
- Reykjanesbær (Islande) ;
- Runavík (Îles Féroé).

## Personnalités liées à Hjørring
- Mogens Krogh (1963-), footballeur danois
- Ellen Osiier (1890-1962), première femme championne olympique en escrime
- Monika Rubin (1987-), femme politique
- Benedicte Wrensted (1859-1949), photographe danoise